# Heavens to Betsy
Heavens to Betsy (Cielo para Betsy, en español) es una serie de televisión estadounidense en inglés, sin estrenar, protagonizada y producida por Dolly Parton en 1994. El primer capítulo de esta comedia tenía una duración de 30 minutos y se compuso la banda sonora para la serie.

## Sinopsis
Se trata de una mujer, Betsy Baxter, que fallece en un accidente y ha de ganarse sus alas para alcanzar el Cielo.

## Controversias
La serie Heavens to Betsy fue un proyecto televisivo llevado a cabo por Sandollar Productions. La protagonista era la diva del country Dolly Parton y en principio la sitcom se vería en la cadena norteamericana CBS.El rodaje de los primeros episodios se retrasó, por lo que el proyecto quedó en manos de dos nuevos productores: Donald Seigel Perzigian y Jerry. Estos dos ejecutivos mantuvieron varios enfrentamientos con los guionistas por lo que la producción se detuvo. Posteriormente un portavoz de Disney aseguró que esta cadena, debido a los retrasos, había perdido el interés en transmitir el show.

## Elenco
Reparto:
- Dolly Parton (también productora ejecutiva) como Betsy Baxter.
- David Goldyn como Ramón.
- Constance Shulman.
- Boyd Gaines como predicador.
- John Caponera.
- Rene Lawless Orsini.